# Kungsgården, Hedesunda
Kungsgården, Hedesunda i Hedesunda socken och Gävle kommun finns omnämnd år 1346 som kungsgården Viboll med Vibolspan. DS 4050. 
Vibollspan kan betyda bostället vid spången intill (hedna)viet. Spången ledde då över Rångstaån på platsen för den under 1960-talet rivna stenbron; Vibron. Strax intill finns Hedesunda kyrka och en kilometer söderut Ön. Thyrbjörn Jakobsson fick tillstånd av kung Magnus Erikssons högste ämbetsman Johan Kristinasson (sparre) att arrendera Kungsgården. Thyrbjörn skulle erlägga den av ålder vanliga avgiften.
Källa: Riksantikvarieämbetet, Det medeltida Sverige - Gästrikland av Sigurd Rahmqvist. 
År 1401 gjordes en rågångsjustering mellan byn Svarta och Kungsgården

Svartabrevet
Hedesunda Gård var namnet för Kungsgården under 1300-talet i sällskap med bland andra Husby kungsgård, i Hedemoratrakten, Tuna gård söder om Borlänge och Dåvö gård nära Köping med flera.
Bynamnet Vibro syftar på bron vid Hedesundas gamla hedniska offerplats.
Källa om Hedesunda Gård: Birgitta Fritz, Hus, land och län 1250-1434, två volymer.